# آلونسو زاپاتا
آلونسو زاپاتا رامیرز (اسپانیایی: Alonso Zapata Ramirez‎؛ زادهٔ ۲۸ اوت ۱۹۵۸) استادبزرگ شطرنج اهل کلمبیا است.
او برنده مسابقات قهرمانی شطرنج کلمبیا در سال‌های ۱۹۸۰، ۱۹۸۱، ۱۹۹۵، ۱۹۹۶، ۲۰۰۰، ۲۰۰۲، ۲۰۰۴، و ۲۰۰۸ شد. او دوازده بار به نمایندگی از کلمبیا در مسابقات المپیاد شطرنج (۱۹۷۸–۱۹۹۲، ۱۹۹۶–۱۹۹۸، ۲۰۰۲ و ۲۰۱۲) شرکت کرد.
در ۱۹۸۸، زاپاتا قهرمان آینده جهان، ویسواناتان آناند را فقط طی ۶ حرکت می‌برد.